# صوت بشري

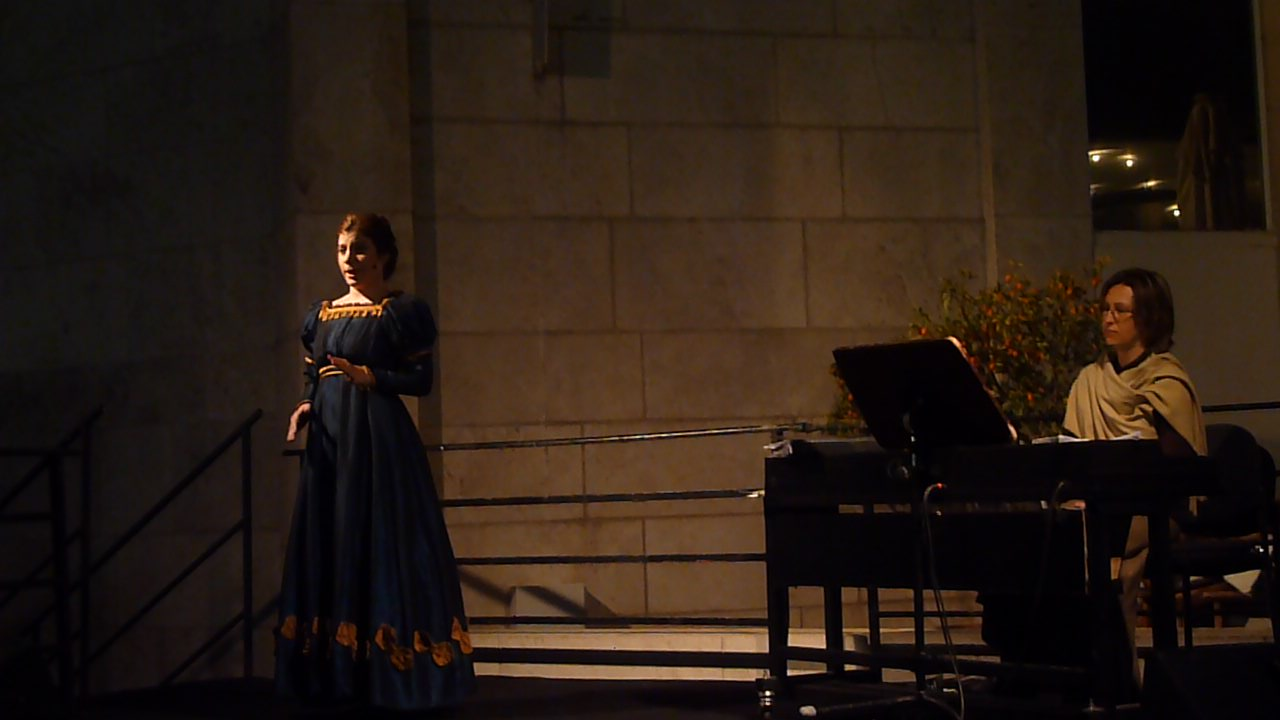
تستخدم الأوبرا، على وجه الخصوص، الصوت كأداة موسيقية.

يستخدم الصوت كآلة موسيقية (لذلك يعتبر الأقدم) عند أداء الجزء الخاص به من العمل الموسيقي. إن إنتاج الصوت الصوتي أو النطق يتأتى عن طريق إرسال الهواء عبر حبلين صوتيين مهتزين، موجودين في الحنجرة، ثم عن طريق التضخيم والصدى بفضل مختلف الأعضاء التنفسية مثل القفص الصدري أو البلعوم أو تجويف الفم أو تجويف الأنف.
الصوت البشري قادر على إنتاج مجموعة متنوعة من الترددات. من خلال تعديل التوتر، وخاصة، سماكة الأحبال الصوتية، والتي يمكن تغيير تردد اهتزازاتها، مما يؤدي إلى تغيير حدة الأصوات المنبعثة من الصوت. كل هذه التعديلات ناتجة عن أفعال عصبية دماغية.

## فنيًا
تقنية الغناء معقدة للغاية وتتطلب إتقانها الكثير من التدريب. عندما نغني، لا يقتصر الأمر على الحبال الصوتية، بل الجسد كله. الرئتان هما جزء «نفق الهواء» من الآلة. أي أنها توفر الهواء الذي يجعل الحبال الصوتية تهتز. يتحكم الحجاب الحاجز (عضلة الرئتين) في الشهيق. عندما تكون في المركز المنخفض، فإنها تتوقف عن عملها. يتم زفير الهواء بعد ذلك عن طريق عضلات البطن العرضية والمائلة المدعمة على العضلة المستقيمة، وهم ذو علاقة مباشرة بالأحشاء ( الكبد، المعدة، الأمعاء ...).
تحتوي الحنجرة على الأحبال الصوتية التي تتمدد أو تسترخي تحت تأثير معقد لعدة عضلات. للسماح للمغني بإصدار أصوات ذات ارتفاعات مختلفة، تتمدد الحنجرة بشكل أو بآخر. عندما يرتفع أو ينخفض في القصبة الهوائية، فإنه يغير حجم صندوق الصوت ويغير الصوت وفقًا لذلك، ولكن ليس حدة الصوت. وهذه هي العضلات الجوهرية للحنجرة التي تعمل على نغمة الصوت الناتج: العضلات المقربة للطيات الصوتية ؛ عضلة مبعدة من الطيات الصوتية : العضلة الحلقيّة الطرجهاليّة؛ وعضلات التوتر في الطيات الصوتية : العضلة الحلقيّة الدرقيّة والعضلة الدرقيّة الطرجهاليّة أو العضلة الصوتية. يتم الحصول على الطبقات الصوتية المختلفة وفقًا لشد وتشوه الطيات الصوتية التي تحدثها هذه العضلات المختلفة. يتحدث الأطباء عن الطبقة السفلى الغليظة والطبقة العليا الغليظة والطبقة الرقيقة والطبقة الصغيرة.
يميز محترفو الصوت، من جانبهم، أربع طرق لإصدار الأصوات الصوتية، فيما يتعلق بأنماط تشغيل الحنجرة المختلفة، والتي تسمى «آليات»

## الأنماط الصوتية
هذا التصنيف صالح فقط للمطربين الغنائيين لأنه يتضمن استخدام أسلوب الغناء الكلاسيكي، خاصة عند النساء اللائي يستخدمن نَشَاز (تَنَافُرٌ مُوسِيقِيّ) من ارتفاع معين ، بينما معظم المطربين المختلفين يستخدمون صوت الصدر (أو " الممتلئ "). هناك أنواع مختلفة من الأصوات؛ ذكري و أنثوي. عادة ما تكون أصوات النساء والأطفال مختلفة عن أصوات الرجال، حيث تكون أصوات النساء والأطفال أعلى من أصوات الرجال (مع بعض الاستثناءات) بسبب الظواهر الهرمونية.
يحتفظ التصنيف الكلاسيكي، الذي تناوله هيكتور بيرليوز، من بين أمور أخرى، في أطروحته حول الآلات والأوركسترا (1843)، بستة طبقات رئيسية (جهير / متوسط / ثلاثي)، سميت على النحو التالي في المصطلحات الموسيقية :
- السوبرانو، أو الأصوات الحادة للنساء والأطفال (حتى نادرًا من الرجال) ؛
- الميزو سوبرانو، أو الأصوات الوسطى للنساء والأطفال، وحتى الرجال ؛
- الألتو، أو الأصوات العميقة للنساء والأطفال، حتى الرجال ؛
- التينور، أو أصوات الرجال الحادة ؛
- الباريتون، أو الأصوات الوسطى من الرجال ؛
- الباس، الذي يوحي اسمه، يتوافق مع الأصوات العميقة للرجل.

## روابط خارجية
- موقع IRCAM على الصوت نسخة محفوظة 24 يوليو 2005 على موقع واي باك مشين. (العديد من الأمثلة الصوتية والمرئية)
- فسيولوجيا الصوت (موقع شخصي)